# Ace of Spades (àlbum)
Ace of Spades és el cinquè àlbum del grup britànic Motörhead. Publicat el 8 de novembre de 1980 amb Bronze Records, es va situar al #4 dels àlbums d'èxit del Regne Unit. És l'àlbum de més èxit comercial de la banda, aconseguint el número quatre a la llista d'àlbums UK Album Chart i disc d'or al Regne Unit el març de 1981. Va ser precedit pel llançament de la cançó principal que dona nom a l'àlbum, Ace of Spades, com a senzill el 27 d'octubre, que va assolir el número 15 al UK Singles Chart, la Llista de singles del Regne Unit, a principis del mes de novembre.
Aquest disc fou el llançament debut de la banda als Estats Units, amb Mercury Records gestionant la distribució a Amèrica del Nord. El 2020, l'àlbum es va classificar en el lloc 408 a la llista dels 500 millors àlbums de tots els temps deRolling Stone.

## Llista de cançons
1. "Ace of Spades" – 2:49
2. "Love Me Like a Reptile" – 3:23
3. "Shoot You in the Back" – 2:39
4. "Live to Win" – 3:37
5. "Fast and Loose" – 3:23
6. "(We Are) The Road Crew" – 3:12
7. "Fire Fire" – 2:44
8. "Jailbait" – 3:33
9. "Dance" – 2:38
10. "Bite the Bullet" – 1:38
11. "The Chase Is Better Than the Catch" – 4:18
12. "The Hammer" – 2:48

En posteriors reedicions es van afegir tres cançons, dos són extretes de l'EP St. Valentine's Day Massacre:
1. "Dirty Love" (cara-B de Ace Of Spades)
2. "Please Don't Touch"
3. "Emergency"

### Edició de luxe

#### Disc 1
1. "Ace of Spades" – 2:49
2. "Love Me Like a Reptile" – 3:23
3. "Shoot You in the Back" – 2:39
4. "Live to Win" – 3:37
5. "Fast and Loose" – 3:23
6. "(We Are) The Road Crew" – 3:12
7. "Fire Fire" – 2:44
8. "Jailbait" – 3:33
9. "Dance" – 2:38
10. "Bite the Bullet" – 1:38
11. "The Chase Is Better Than the Catch" – 4:18
12. "The Hammer" – 2:48

#### Disc 2
1. "Dirty Love" - 2:55
2. "Ace of Spades" (versió alterna) - 3:03
3. "Love Me Like a Reptile" (versió alterna) - 4:16
4. "Love Me Like a Reptile" (versió alterna) - 3:31
5. "Shoot You in the Back" (versió alterna) - 3:11
6. "Fast and Loose" (versió alterna) - 3:06
7. "(We Are) The Road Crew" (versió alterna) - 3:24
8. "Fire Fire" (versió alterna) - 2:41
9. "Jailbait" (versió alterna) - 3:33
10. "The Hammer" (versió alterna) - 3:11
11. "Dirty Love" (versió alterna) - 1:02
12. "Dirty Love" (versió alterna) - 2:51
13. "Fast and Loose" (Sessió de BBC) - 4:18
14. "Live to Win" (Sessió de BBC) - 3:33
15. "Bite the Bullet/The Chase Is Better Than the Catch" (Sessió de BBC) - 6:05

## Formació
- Lemmy Kilmister - Baix i veu
- "Fast" Eddie Clark - Guitarra
- Phil "Philthy Animal" Taylor - Bateria